# Ca n'Enrich
Ca n'Enrich és una masia d'Òdena (Anoia) inclosa a l'Inventari del Patrimoni Arquitectònic de Catalunya.

## Descripció
Masia de planta en forma d'"L", de planta baixa, pis i golfes i teulada a dues vessants, tancada per un pati interior. La porta d'entrada al cos principal és adovellada. A l'interior, en semisoterrani, hi ha dos cellers amb volta de rajola. A la planta baixa s'hi troba l'antiga cuina amb campana de fums central, foc de rotllo i forn de pa. Al primer pis una sala central i una galeria (oberta posteriorment) amb pilars decorats amb rajola esmaltada, arcs apuntats i barana de ferro treballada.

## Història
A la clau de l'arc de la porta d'entrada hi ha la data del 1769. A la façana posterior, en una llinda de finestra, hi ha la data del 1706.